# Mesopolobus tortricidis
Mesopolobus tortricidis är en stekelart som beskrevs av Kamijo 1982. Mesopolobus tortricidis ingår i släktet Mesopolobus och familjen puppglanssteklar. Inga underarter finns listade i Catalogue of Life.